# Amandala
Amandala är ett musikalbum av David Fiuczynski's Headless Torsos (som är en instrumental sammansättning från grundbandet Screaming Headless Torsos) och spelades in 2001.

## Låtlista
1. "Amandala" – 6:27
2. "Torsos Jungle" – 5:10
3. "Shannon's Kitchen" – 9:50
4. "Leftovers" – 6:13
5. "My Heavy Heart" – 6:46
6. "Fallout Shelter" – 3:36
7. "Cherry Red" – 1:54
8. "Pattern 178" – 3:14
9. "Kiss That Whispers" – 9:03
10. "Purple" – 5:52

Producerat av David Fiuczynski.

## Medverkande
- David Fiuczynski — gitarr
- Fima Ephron — bas
- Daniel Sadownick — percussion
- Gene Lake — trummor